# Centaurea lancifolia
Centaurea lancifolia ist eine Pflanzenart aus der Gattung der Flockenblumen (Centaurea) in der Familie der Korbblütler (Asteraceae).

## Beschreibung
Centaurea lancifolia ist ein ausdauernder Schaft-Hemikryptophyt, der Wuchshöhen von 20 bis 35 Zentimeter erreicht. Die Blätter sind lineal-lanzettlich und ungeteilt, die mittleren sind 40 bis 60 Millimeter groß. 
Die Anhängsel der Hüllblätter sind dreieckig, dunkelbraun und haben (9) 11 bis 15 (17) × 2 bis 4 Millimeter große Dornen. Die Köpfchen haben einen Durchmesser von 15 bis 20 Millimeter. Die Blüten sind gelb. Der Pappus ist zweireihig, federig und ebenso lang die 5 bis 7 Millimeter messende Frucht.
Die Blütezeit liegt im Juli.

## Systematik
Centaurea lancifolia wurde erstmals 1817 von Franz Wilhelm Sieber gesammelt und benannt, eine gültige Erstbeschreibung wurde erst durch 1826 durch Curt Polycarp Joachim Sprengel veröffentlicht. Synonyme sind Wagenitzia lancifolia (Sieber ex Spreng.) Dostál und Chartolepis lancifolia (Spreng.) Fenzl.

## Vorkommen
Centaurea lancifolia ist auf Kreta endemisch. Die Art wächst in Kalkfelsspalten in den Lefka Ori und im Dikti in Höhenlagen von 1700 bis 1900 Meter.

## Gefährdung und Schutzmaßnahmen
Aufgrund ihrer niedrigen Gesamtpopulation, die auf etwa 250 reife Individuen geschätzt wird, wird diese Art in der Kategorie „stark gefährdet“ (Endangered) geführt. Centaurea lancifolia wird in Anhang I der Berner Konvention als streng geschützte Art ausgewiesen und in Anhang IV der Richtlinie 92/43/EWG (Fauna-Flora-Habitat-Richtlinie) als geschützte Art aufgeführt. Auf nationaler Ebene wird sie durch das Präsidential-Dekret 67/81 geschützt.

## Belege